# Bistum Soissons
Das Bistum Soissons, Laon und Saint-Quentin (lateinisch Dioecesis Suessionensis, Laudunensis et Sanquintinensis, französisch Diocèse de Soissons, Laon et Saint-Quentin) ist eine römisch-katholische Diözese in Frankreich. Sie erstreckt sich im Wesentlichen auf dem Gebiet des Départements Aisne. Sitz des Bistums ist die Stadt Soissons. Bischofskirche ist die Kathedrale Saint-Gervais-et-Saint-Protais („Gervasius und Protasius“).

## Geschichte
Das Bistum Soissons wurde am Anfang des 4. Jahrhunderts als Bistum in Augusta Suessionum (Soissons), geschaffen, der späteren Hauptstadt des fränkischen Reiches von Soissons, womit es – wie andere Bistümer in Hauptstädten auch – von Anfang an eine besondere Stellung in der Kirchenhierarchie einnahm.
Nach der Französischen Revolution wurde das Bistum Soissons durch das Konkordat von 1801 als Suffraganbistum des Erzbistums Paris neu errichtet, 1822 aber dem Erzbistum Reims zugeordnet.

## Statistik
Ende 2010  lebten auf dem Gebiet des Bistums 548.017 Einwohner. Davon waren 397.187 (72,5 %) Katholiken, die in 43 Pfarreien seelsorgerisch betreut werden.

## Weblinks

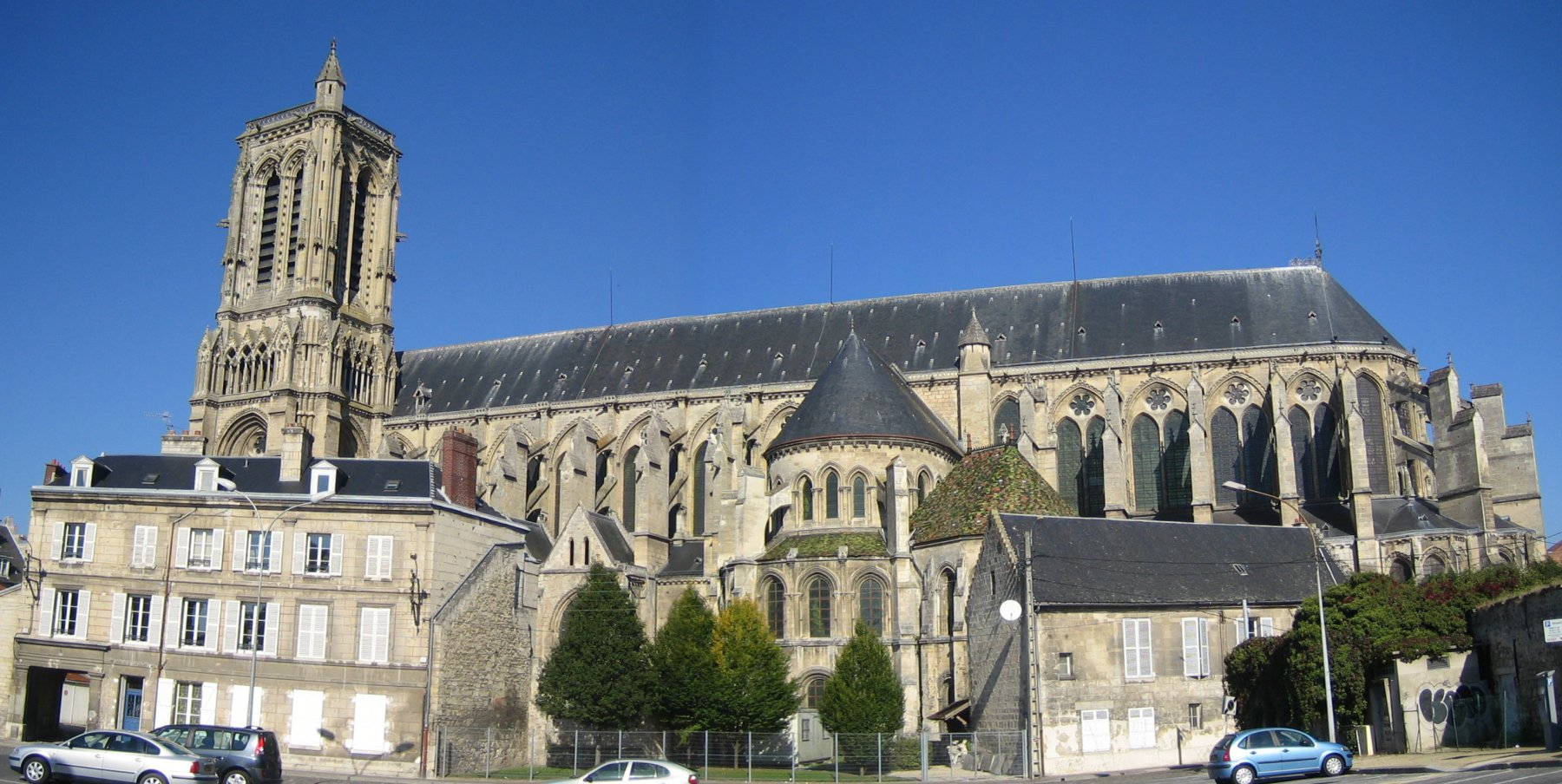
Kathedrale von Soissons